# 聖母升天堂 (杜拜)
聖母升天堂是阿拉伯聯合大公國杜拜的一家天主教聖堂，奉祀聖母升天。
第一代聖堂於1966年5月27日奠基，1967年4月7日祝聖啟用。惟聖堂不敷應用，決定拆卸重建，並於1989年11月30日啟用。聖堂可容納2,000人。

## 外部連結
- 官方網址 （页面存档备份，存于）